# Каподімонте
Каподімонте (італ. Capodimonte) — муніципалітет в Італії, у регіоні Лаціо,  провінція Вітербо.
Каподімонте розташоване на відстані близько 90 км на північний захід від Рима, 22 км на північний захід від Вітербо.
Населення — 1748 осіб (2014).

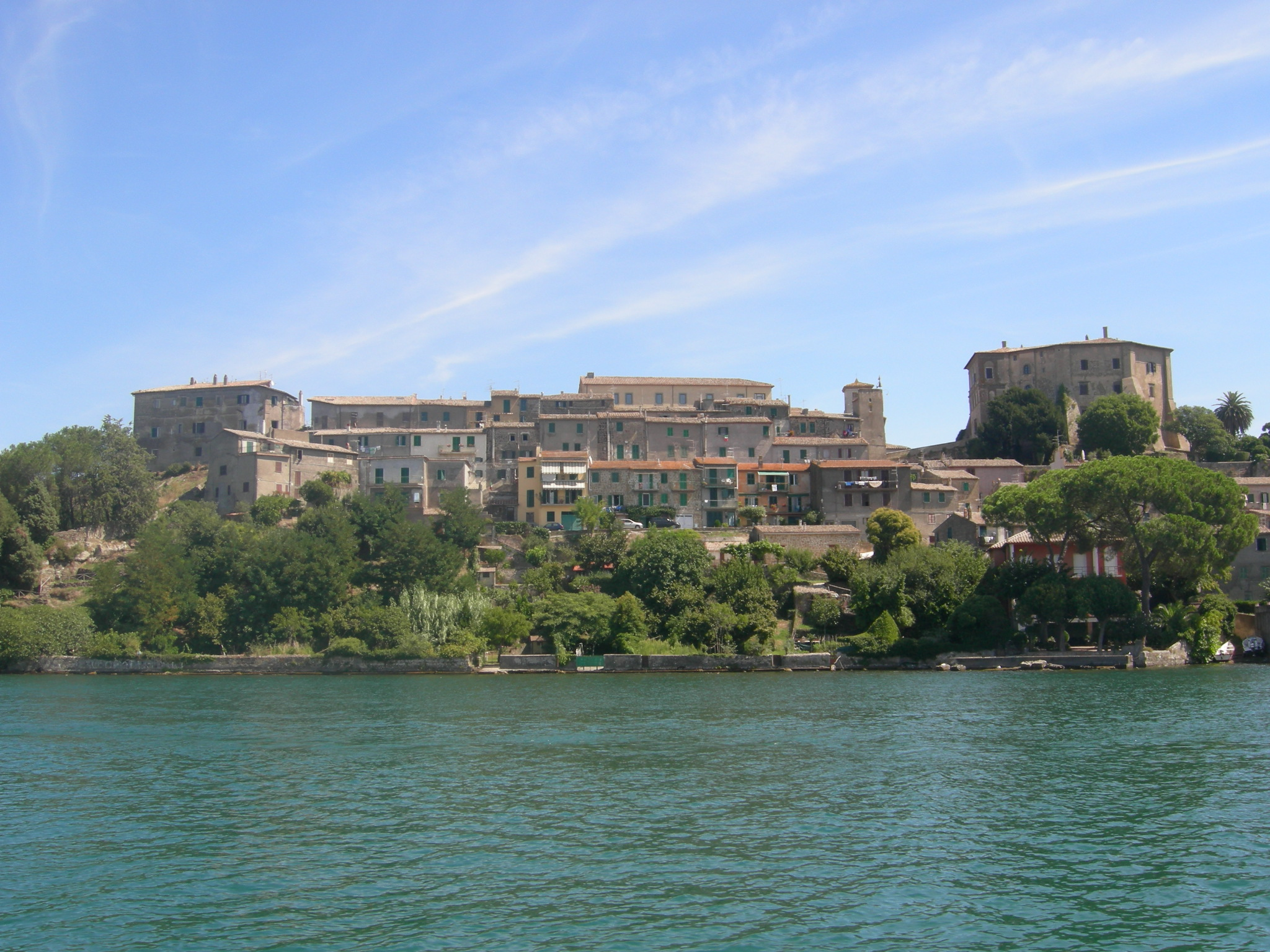

Щорічний фестиваль відбувається 20 січня. Покровитель — San Sebastiano.

## Демографія
Населення за роками:

Станом на 1 січня 2023 року в муніципалітеті офіційно проживали 102 іноземці з 22 країн, серед них 60 громадян країн Євросоюзу та 6 громадян України.

## Сусідні муніципалітети
- Больсена
- Градолі
- Латера
- Марта
- Монтефьясконе
- П'янсано
- Сан-Лоренцо-Нуово
- Тусканія
- Валентано